# Захарченко, Евгений Васильевич
Евгений Васильевич Захарченко (21 сентября 1978, Пятигорск) — российский и казахстанский футболист, защитник, полузащитник.

## Биография
Начал карьеру в 1996 году в команде третьей российской лиги «Бештау» Лермонтов. В 1997—1998 годах выступал за дублирующий состав команды первой лиги «Динамо» Ставрополь. В 1999 году провёл 21 игру за команду КФК «Сигнал» Изобильный, в составе которой (именовавшейся «Спартак-Кавказтрасгаз») в следующем сезоне во второй лиге в 25 матчах забил один гол. В 2001—2002 годах за команду второго дивизиона «Волга» Ульяновск сыграл 10 матчей, параллельно выступал за любительский клуб «Стройпластмасс» Ишеевка. В 2003—2009 годах выступал в составе казахстанского клуба «Есиль»/«Окжтпес» Кокчетав — 148 игр, 4 гола в чемпионате страны. Профессиональную карьеру закончил в 2011 году в клубе первой казахстанской лиги «Кызылжар» Петропавловск.
С июля 2013 года — администратор в клубе «Машук-КМВ» Пятигорск, тренер юношеских команд.